# Ferrovia Hokusō
La Ferrovia Hokusō (北総鉄道?, Hokusō Tetsudō) è una compagnia ferroviaria giapponese che gestisce la linea Hokusō. La sua sede principale è nella città di Kamagaya nella prefettura di Chiba.
È  controllata dalla Ferrovie Keisei e appartiene al Gruppo Keisei.

## Storia
L'azienda è stata fondata il 10 maggio 1972 come Ferrovia Hokuso Kaihatsu. Il 9 marzo 1979 la società apre la linea Hokusō tra la stazione di Kita-Hatsutomi e la stazione di Komuro. Inizialmente, la linea serviva la stazione di Matsudo della Ferrovia Shin-Keisei. Nel 1984 la prefettura di Chiba e la Housing and Urban Development Corporation aprirono una linea ferroviaria come unico sistema di trasporto per collegare Chiba New Town al centro della città, la linea Chiba Newtown (nota come linea KODAN).
Nel 1988 la compagnia diventa operatore ferroviario di secondo tipo della linea Chiba Newtown, che viene rinominata “Linea Hokuso/Kodan”.
Il 1° luglio 2004 il nome della società viene cambiato in Ferrovia Hokusō, e contemporaneamente la linea Hokuso-Kodan viene rinominata “linea Hokusō”.
Il 17 luglio 2010 l'intera linea Hokusō diventa parte della linea aeroportuale Keisei Narita (Narita Skyliner) e lo Skyliner e l'Access Express entrano in servizio.

## Linee ferroviarie

Mappa del percorso

La società gestisce l'intera linea Hokusō, ma il tratto tra la stazione di Komuro e la stazione di Inba-Nihon-Idai è gestito dalla Ferrovia di Chiba Newtown. Inoltre l'intera linea Hokusō condivide i servizi con la linea Keisei Narita Aeroporto.

Elenco delle stazioni inclusa la ferrovia elettrica Keisei. L'intera linea condivide i servizi con la linea aeroportuale Keisei Narita. Le stazioni della linea Hokuso sono contrassegnate in blu.

## Materiale rotabile

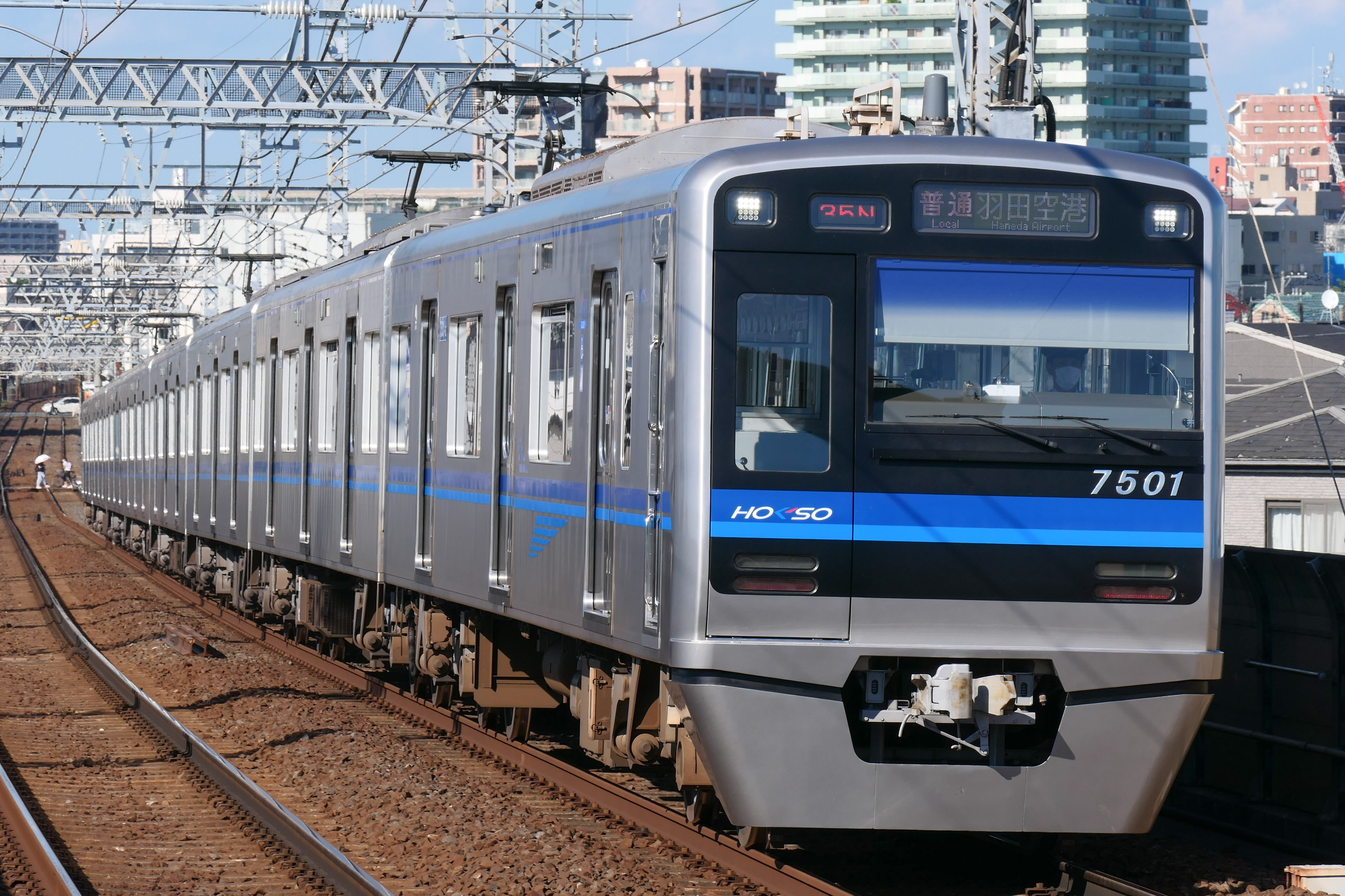
Serie 7500
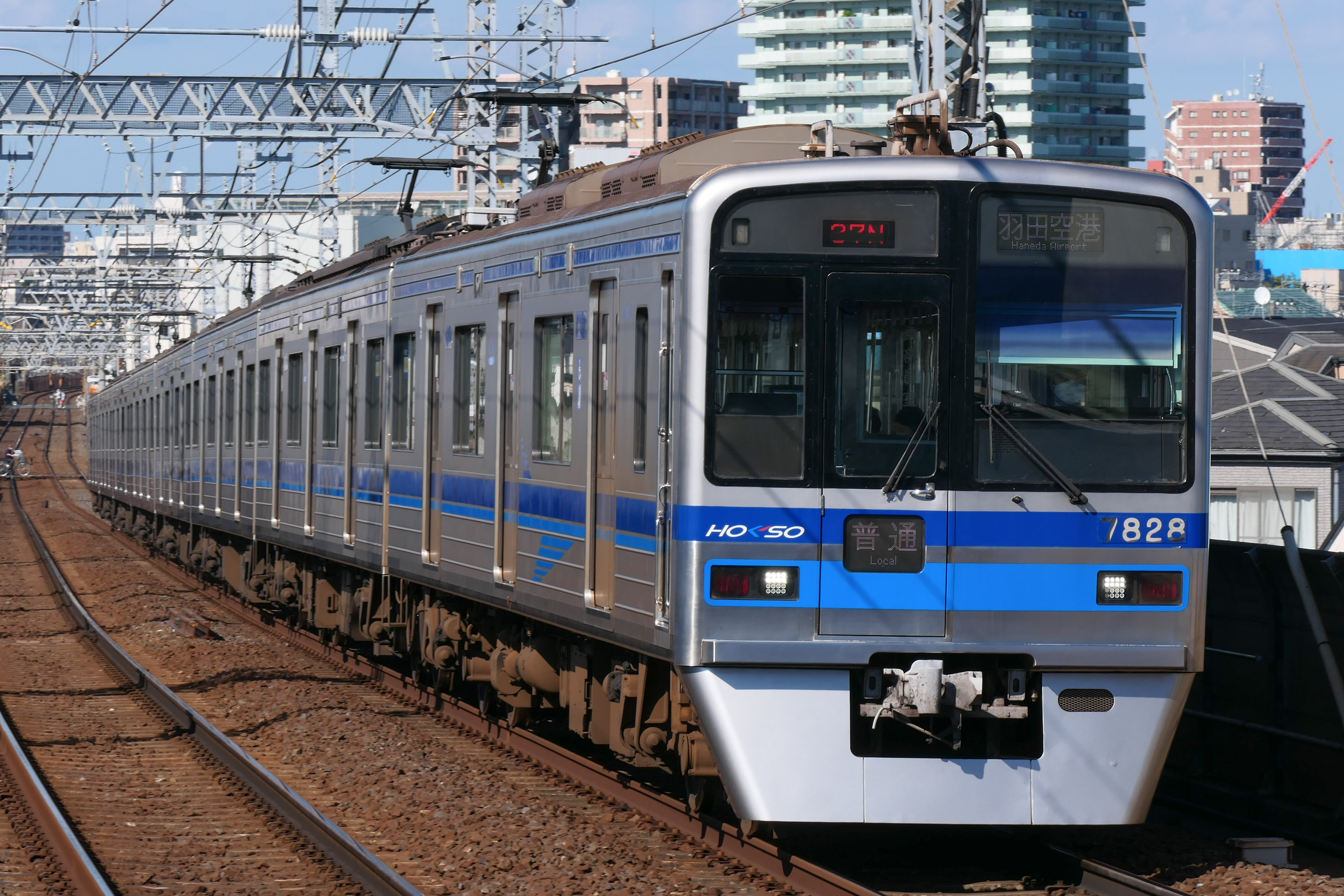
Serie 7300

- Serie 7500
- Serie 7300